# Zelda II: The Adventure of Link
Zelda II: The Adventure of Link (яп. ゼルダの伝説 (パート) 2 リンクの冒険 Дзэруда но Дэнсэцу (Па:то) Цу: Ринку но Бо:кэн) — видеоигра, разработанная и выпущенная компанией Nintendo для платформы Nintendo Entertainment System в 1987 году, вторая (по дате релиза) из серии игр The Legend of Zelda.
The Adventure of Link является прямым продолжением игры The Legend of Zelda 1986 года, хотя заметно отличается от неё техническим исполнением. Несмотря на то, что сейчас среди поклонников игра имеет репутацию своеобразного отступления от идей и традиций серии, в своё время игра была достаточно успешной и внесла в серию элементы, которые прижились и позже стали частью узнаваемого стиля всей серии.

## Сюжет
Главным героем игры вновь является молодой человек по имени Линк (англ. Link). После победы, одержанной над Гэноном, Линк несколько лет помогал восстанавливать порядок в королевстве Хайрул. Однажды он заметил у себя на тыльной стороне ладони странную отметину в виде трёх треугольников. Встретившись со старой женщиной по имени Импа, бывшей кормилицей Зельды (вызволив которую из беды, он оказался вовлечён в приключения в прошлый раз), Линк показал ей знак на руке. Импа сопроводила его в Северный За́мок (англ. North Castle), ворота которого были магическим способом «запечатаны на века». От прикосновения метки на руке Линка к дверям магия рассеялась и взору Линка предстала спящая дева. Она оказалась Зельдой, принцессой Хайрула. Импа поведала, что после кончины короля Хайлура, отца Зельды, её брат потребовал от неё раскрыть тайное местонахождение древнего сокровища в виде трёх золотых треугольников, известных в собранном состоянии как Трифорс Отваги (Triforce of Courage) и являющихся частью другого древнего артефакта, известного как Triforce и способного исполнять волю владельца. Зельда ответила отказом, и друг принца, чародей, в гневе попытался её околдовать. В результате заклинания сам чародей погиб, а принцесса Зельда погрузилась в глубокий нескончаемый сон. Принц, не имея возможности рассеять колдовство, поместил её в за́мковую башню в надежде, что когда-нибудь она проснётся. Также принц издал указ, по которому отныне всех девочек, рождающихся в королевской семье, в память о случившейся трагедии будут называть Зельдой.
Знак на руке Линка, по версии Импы, означает что он избран стать тем героем, который разбудит принцессу Зельду. Для этого ему понадобится найти третий фрагмент Трифорса, Трифорс Отваги, спрятанный от сил зла в Великом Дворце (англ. Great Palace). Импа вручает Линку шесть драгоценных камней и древние письмена, указывающие, в каких дворцах Хайрула должны быть помещены эти камни. Этот ритуал откроет вход в Великий Дворец и пробудит слуг Гэнона, которые убьют Линка ради возвращения своего господина. В Великом Дворце Линк найдёт древнего мудреца, который согласен отдать ему Трифорс, подвергнув испытанию его отвагу: Линк должен будет сразиться со своим доппельгангером (известным как Тень Линка). После победы над Тенью Линк наконец получает Трифорс Отваги, возвращается в усыпальницу Зельды, три золотых Трифорса соединяются в один Трифорс, с помощью которого он и разбудит принцессу Зельду от волшебного сна.

## Игровой процесс
Игровой процесс и внешний вид Zelda II: The Adventure of Link претерпел ряд существенных изменений, не все из которых были приняты игроками благосклонно.
Основное новшество заключалось в использовании традиционной для JRPG двухуровневой системы перемещения по игровому миру. Была введена «карта мира», использующая, как и предыдущая игра, вид «сверху-сбоку», но с уменьшенным масштабом, со схематичным обозначением локаций (деревень, за́мков, подземелий). И отдельный движок для перемещения внутри локаций (использующий вид аркадного платформера с боковым скроллингом). Существенно увеличились размеры игрового мира, доступного для исследования, также многократно возросло число неигровых персонажей, населяющих мир.
The Adventure of Link, оставшись аркадой с элементами квеста, теперь включала в себя и несколько элементов RPG. Так, за убийство монстров Линк получает некоторое количество баллов, не называемых опытом напрямую, но при наборе определённого числа баллов происходит переход на следующий уровень, сопровождающийся увеличением некоторых параметров персонажа (например, здоровья).
Среди нововведений также можно отметить возможность к ограниченному использованию магии (в предыдущей игре Линк мог пользоваться магией только найдя волшебный жезл), необходимость целенаправленно подбирать выбитые из противника бонусы (раньше для поднятия бонуса с земли было достаточно пройтись по нему, либо дотянуться до него при помощи меча или бумеранга), упрощённую форма общения с NPC (теперь игрок мог при контакте с неигровым персонажем нажать кнопку и получить совет, подсказку либо комментарий).
Помимо этого, имелся целый ряд изменений, которые были определены игроками как спорные и вызвали скорее негативную реакцию. В игре доступен всего один вид оружия — меч (в предыдущей игре имелось несколько видов вспомогательного оружия: два типа бумерангов, парализующих противника, и два типа стрел, которыми можно было вести огонь из лука, а также бомбы). Количество очков жизни отображалось красными квадратиками вместо традиционных (и считающихся некоторыми игроками более атмосферными) сердечек. Убитые враги могли оставить два вида бонуса — кувшины, восстанавливающие запас магии (голубые кувшины восстанавливали одно деление, красные — весь запас) и так называемые P-bag-и, которые добавляли Линку очки опыта. Восстанавливать уровень здоровья Линка игрок мог теперь только используя магию, а также прибегая к помощи фей (которые встречались намного реже, чем в предыдущей игре).

## Признание
| Сводный рейтинг | Сводный рейтинг |
| Агрегатор       | Оценка          |
| --------------- | --------------- |
| GameRankings    | 68,88 %         |

Всего было продано 4,38 млн копий игры. Ежемесячное издание Nintendo Power поместило игру на 110 место в своём списке 200 лучших игр.
Журнал Play написал, что геймплей игры является «комбинацией уникальных элементов, которая создаёт непохожий ни на что эффект экшн-РПГ», а Nintendo Power назвал игру «забавным и естественным шагом в эволюции франчайзинговых брендов», признав в 1988 году The Adventure of Link игрой года.

## Переиздание
Вопреки своей репутации спин-оффа, игра тем не менее пережила три переиздания:
- В 2003 году Nintendo выпустила сборник для GameCube под названием The Legend of Zelda: Collector’s Edition , в который наряду с другими играми серии также была включена The Adventure of Link.
- В 2004 году игра была портирована на Game Boy Advance в рамках Classic NES Series.
- В 2007 году игра была переиздана для сервиса Wii Virtual Console.
- В 2011 году игра была переиздана для сервиса Virtual Console для Nintendo 3DS и бесплатно распространялась в рамках «Ambassador Program»

15 июня 2021 года на E3 Nintendo Direct была анонсирована ограниченная серия карманных устройств Game & Watch: The Legend of Zelda, приуроченная к 35-летию серии The Legend of Zelda. Устройство было выпущено 12 ноября 2021 года и содержало в себе три первые игры серии: The Legend of Zelda, Zelda II: The Adventure of Link и The Legend of Zelda: Link’s Awakening (включая региональные релизы), а также классическую игру для Game & Watch Vermin, стилизованную под тему The Legend of Zelda.

## Интересные факты
- Фраза «I AM ERROR», возникшая из-за ошибки локализации японской версии на английский язык,[6] стала интернет-мемом.
- Использованный для локаций режим двухмерной аркады с видом сбоку вызвал ряд нареканий со стороны игроков и больше никогда не использовался Nintendo в играх The Legend of Zelda (за исключением некоторых помещений в подземельях в играх на GameBoy и GameBoy Color: Link’s Awakening/Link’s Awakening DX, Oracle of Seasons, Oracle of Ages, а также при битве с боссом Angler Fish в четвёртом подземелье (Angler’s Tunnel) в игре Link’s Awakening/Link’s Awakening DX, возможно где-то ещё).
- Линку в этой игре 16 лет[7].
- Хотя игра и использует идею, предложенную Миямото[8], сам он в работе над проектом участия не принимал. Точно так же как не работали над игрой и ключевые фигуры предыдущего проекта, дизайнер Такаси Тэдзука и композитор Кодзи Кондо.